# Dani's House
Dani's House è una serie televisiva britannica trasmessa dalla CBBC e interpretata da Dani Harmer. La serie ha ricevuto diversi premi e candidature ai BAFTA Kids. Dal 2013 al 2015 è stato realizzato uno spin-off intitolato Dani's Castle.

## Trama
Dani è un'attrice e cantante adolescente che regolarmente deve accudire il fratello minore Max, del suo amico Ben, e del loro fratello minore. Lei e i suoi amici Toby e Sam trascorrono la maggior parte del loro tempo a casa sua in una tana. Col passare del tempo si ritroveranno coinvolti in alcune situazioni bizzarre. Nel frattempo, due alieni conosciuti come Coordinatori osservano le loro azioni. Nella seconda stagione, la famiglia di Dani si è trasferita in una nuova casa, Toby è partito per frequentare in scuola medica e Dani diventa amica di Jack. Il fratellino più piccolo non viene più nominato ed è sostituito da un gatto, che scompare anch'esso nella terza stagione.
Nella stagione 4, Dani ottiene una parte nella soap opera "McHurties Hospital". Il suo amico Sam viene addestrato per diventare un astronauta e alla fine lascia il cast per diventare uno scienziato e un esploratore spaziale per la NASA. Ruby, la personal trainer di Dani, si unisce al cast, così come Maisy, sua sorella più giovane.
Nella stagione 5, Dani continua la sua carriera come attrice, mentre Jack lavora come DJ, e Ruby continua a lavorare come personal trainer. Max persegue una carriera come grime artist e va in tour mondiale. Il loro cugino Megaboyd si unisce a Maisy e si mette a suonare con Dani e con i suoi amici. Ben cerca di trovare nuovi hobby.

## Produzione
All'inizio del 2008, la BBC annunciò la creazione di una serie per bambini composta da 13 episodi e con protagonista Dani Harmer, già protagonista della serie The Story of Tracy Beaker. La prima serie venne interamente girata tra giugno e luglio 2008 nel Kent in un luogo segreto vicino a Maidstone. La serie venne trasmessa a partire dal 26 settembre sul canale CBBC. Il successo ottenuto dalla serie ha portato alla realizzazione di una seconda stagione girata a Edimburgo nell'estate del 2009. La terza stagione venne girata nell'estate del 2010 e trasmessa nello stesso anno da settembre a dicembre. La quarta stagione venne realizzata nel 2011 mentre la quinta ed ultima stagione venne girata dal novembre 2011 al febbraio 2012 e trasmessa dal 26 aprile al 19 luglio.

## Personaggi

### Personaggi principali
- Dani (Dani Harmer): Dani è un'attrice e cantante adolescente[5] che di solito sta a casa per accudire il fratello minore Max e il loro fratellino più piccolo.[6] Quando esce di casa con i suoi amici si ritrova a vivere una serie di avventure. Si scontra regolarmente con Max, che cerca sempre di annoiare e imbarazzarla. Nella quarta stagione recita il ruolo dell'infermiera Emily Woodmagnet nel programma televisivo McHurties Hospital.
- Toby (Harry Culverhouse) (stagione 1): Toby è l'amico di Dani. È ossessionato dai suoi capelli e regolarmente li spalma di gel. Nella prima stagione svolge un gran numero di lavori, tra i quali quello di cameriere a un animale domestico. Stringerà amicizia con Ben, l'amico di Max. Nella stagione 2, se ne va per entrare in una scuola per medici.
- Sam (Klariza Clayton) (stagioni 1-4, 5): Sam è la migliore amica di Dani. I suoi interessi sono nel campo della scienza e trascorre gran parte del suo tempo presso la biblioteca del villaggio. Il suo idolo è il Professor Brian Cox e non può sopportare che qualcuno lo critichi. Nella stagione 4, ha intenzione di allenarsi come astronauta per NASA e lascia la serie a metà stagione facendo però ritorno per il finale della stagione 5.
- Max (Sebastian Applewhite) (stagioni 1-4, 5): Max è il fratello minore di Dani. Egli aspira a governare il monto e annoia continuamente la sorella. Sua grande ambizione è quella di diventare milionario con l'amico Ben. Nella quinta stagione diventa un artista grime e parte per un tour mondiale e ritorna solamente per la festa finale di Dani.
- Ben (James Gandhi): Ben è il migliore e "non troppo brillante" amico di Max[7] che trascorre molto tempo nella casa di Dani. Spesso Max lo tratta male, anche se in un episodio ha preparato il funerale per l'animale domestico dell'amico.
- Jack (Darragh Mortell) (stagioni 2-5): Jack diventa amico di Dani all'inizio della seconda stagione. Adora mangiare cibi spazzatura, soprattutto le ciambelle. Come DJ, Jack suona regolarmente in diversi concerti, feste per bambini e concorsi occasionali. A un certo punto, partecipa allo stesso show televisivo di Dani. Ha un brutto rapporto con il gatto di Dani.
- Ruby (Steff White) (stagioni 4-5):[8] Ruby è l'energetica personal trainer di Dani, della quale diventa presto grande amica.
- Maisy (Millie Innes) (stagioni 4-5):[8] Maisy è la sorella minore di Ruby. È maliziosa e condivide una feroce rivalità con Max.
- The Baby From Hell (Il Bambino dell'Inferno) (Stagione 1): Il fratello minore di Max e Dani. Vine citato solamente nella prima stagione.

### Personaggi secondari
- Coordinators Zang e Zark (Harry Culverhouse e Dani Harmer): Due alieni verdi in viaggio attraverso l'universo.
- Zarina Wix (Gaynor Faye) (stagioni 4-5): Il produttore della soap opera McHurties Hospital.
- Alex (Lewis Rainer) (stagione 5): Fidanzato di Dani e suo collega sul set di McHurties Hospital.
- The Cat From Hell (Il Gatto dell'Inferno) (stagione 2): Il gatto di Dani. Ha un rapporto conflittuale con Jack. Il gatto scompare nella stagione tre e non viene più menzionato fino ad un episodio della quinta stagione.

## Episodi
| Stagione         | Episodi | Prima TV originale | Prima TV Italia |
| ---------------- | ------- | ------------------ | --------------- |
| Prima stagione   | 13      | 2008               | Inedita         |
| Seconda stagione | 13      | 2009-2010          | Inedita         |
| Terza stagione   | 13      | 2010               | Inedita         |
| Quarta stagione  | 13      | 2011               | Inedita         |
| Quinta stagione  | 13      | 2012               | Inedita         |

## Spin-off
Nel luglio 2012 la the CBBC ha commissionato alla Zodiak Kids la produzione di una nuova serie televisiva con protagonista la Harmer. Nello spin-off, Dani eredita dalla defunta zia Marjorie un vecchio castello nell'Irlanda del Nord. La prima stagione dello spin-off è stata trasmessa dal 17 gennaio 2013 al 18 aprile 2013 mentre la seconda dal 14 novembre 2013 al 3 gennaio 2014. La terza ed ultima stagione dello spin-off è stata trasmessa dal 7 luglio al 15 dicembre 2015.

## Riconoscimenti
Dani's House ha ottenuto numerose candidature ai Children's BAFTA Awards.
| Anno | Cerimonia               | Premio                      | Candidato    | Risultato       |
| ---- | ----------------------- | --------------------------- | ------------ | --------------- |
| 2008 | Children's BAFTA Awards | BAFTA Kids' Vote Television | Dani's House | Vincitore/trice |
| 2009 | Children's BAFTA Awards | Children's Comedy           | Dani's House | Vincitore/trice |
| 2010 | Children's BAFTA Awards | Children's Comedy           | Dani's House | Candidato/a     |
| 2011 | Children's BAFTA Awards | Children's Comedy           | Dani's House | Candidato/a     |
| 2011 | Children's BAFTA Awards | Children's Performer        | Dani Harmer  | Candidato/a     |
| 2012 | Children's BAFTA Awards | BAFTA Kids' Vote Television | Dani's House | Candidato/a     |
| 2012 | Children's BAFTA Awards | Children's TV Programme     | Dani's House | Candidato/a     |
| 2012 | Children's BAFTA Awards | Best Children's Comedy      | Dani's House | Vincitore/trice |